# David MacMillan
David William Cross MacMillan (Bellshill, 16 maart 1968) is een Brits scheikundige en James S. McDonnell Distinguished University Professor of Chemistry aan de Princeton-universiteit. Hij is mede-ontwikkelaar van de organokatalyse, een methode om chemische reacties te versnellen en efficiënter te maken. In 2021 deelde hij de Nobelprijs voor Scheikunde met Benjamin List "voor de ontwikkeling van asymmetrische organokatalyse".

## Biografie
De in Bellshill geboren MacMillan groeide op nabij New Stevenston. Hij studeerde scheikunde aan de Universiteit van Glasgow, waar hij met Ernie Colvin samenwerkte.
In 1990 verliet hij het Verenigd Koninkrijk om zijn doctoraalstudie te doen onder begeleiding van Larry Overman aan de Universiteit van Californië - Irvine. Het was gedurende deze periode dat hij zich bezighield met de ontwikkeling van nieuwe reactiemethoden gericht op de stereogecontroleerde formatie van bicyclische tetrahydrofuranen.
Na zijn promotie in 1996 accepteerde hij een aanstelling bij hoogleraar David Evans aan de Harvard-universiteit. MacMillans onafhankelijke onderzoekscarrière begon in 1998 als staflid aan de faculteit scheikunde van de Universiteit van Californië - Berkeley. In juni 2000 ging hij naar CalTech waar zijn onderzoek was gericht op nieuwe benaderingen van enantioselectieve katalyse. In 2004 werd hij benoemd tot Earle C. Anthony Professor of Chemistry en twee jaar werd hij James S. McDonnell Distinguished University Professor aan de Princeton-universiteit.

## Onderzoek
MacMillan wordt beschouwd als een van de grondleggers van de organokatalyse. In 2000 ontwierp hij kleine organische moleculen die elektronen kunnen leveren of accepteren en daardoor op efficiënte wijze reacties kunnen katalyseren. Hij ontwikkelde katalysatoren die asymmetrische katalyse kunnen aandrijven, waarbij een reactie meer van de linkshandige versie van een molecuul produceert dan de rechtshandige, of vice versa. De onderzoeksgroep van MacMillan heeft veel vooruitgang geboekt op het gebied van asymmetrische organokatalyse en heeft deze nieuwe methode toegepast op de synthese van een reeks complexe natuurlijke producten. Hij ontwikkelde chirale imidazolidinonkatalysatoren. MacMillan-katalysatoren worden gebruikt in verschillende asymmetrische syntheses. Voorbeelden zijn diels-alderreacties, 1,3-dipolaire cycloaddities, Friedel-Craftsalkyleringen of Michael-addities.
Tussen 2010 en 2014 was MacMillan de oprichtende hoofdredacteur van het tijdschrift Chemical Science, het belangrijkste tijdschrift dat wordt gepubliceerd door de Royal Society of Chemistry. MacMillan heeft vanaf 2021 een h-index van 110 volgens Google Scholar en van 100 volgens Scopus.
1901: Van 't Hoff ·
1902: E. Fischer ·
1903: Arrhenius ·
1904: Ramsay ·
1905: Baeyer ·
1906: Moissan ·
1907: Buchner ·
1908: Rutherford ·
1909: Ostwald ·
1910: Wallach ·
1911: Curie ·
1912: Grignard, Sabatier ·
1913: Werner ·
1914: Richards ·
1915: Willstätter ·
1918: Haber ·
1920: Nernst ·
1921: Soddy ·
1922: Aston ·
1923: Pregl ·
1925: Zsigmondy ·
1926: Svedberg ·
1927: Wieland ·
1928: Windaus ·
1929: Harden, Euler-Chelpin ·
1930: H. Fischer · 
1931: Bosch, Bergius ·
1932: Langmuir ·
1934: Urey ·
1935: F. Joliot-Curie, I. Joliot-Curie ·
1936: Debye ·
1937: Haworth, Karrer ·
1938: Kuhn ·
1939: Butenandt, Ružička ·
1943: Hevesy · 
1944: Hahn ·
1945: Virtanen ·
1946: Sumner, Northrop, Stanley ·
1947: Robinson · 
1948: Tiselius · 
1949: Giauque ·
1950: Diels, Alder ·
1951: McMillan, Seaborg ·
1952: Martin, Synge ·
1953: Staudinger ·
1954: Pauling ·
1955: Vigneaud ·
1956: Hinshelwood, Semjonov ·
1957: Todd ·
1958: Sanger ·
1959: Heyrovský ·
1960: Libby ·
1961: Calvin ·
1962: Perutz, Kendrew ·
1963: Ziegler, Natta ·
1964: Hodgkin ·
1965: Woodward ·
1966: Mulliken ·
1967: Eigen, Norrish, Porter ·
1968: Onsager ·
1969: Barton, Hassel ·
1970: Leloir ·
1971: Herzberg ·
1972: Anfinsen, Moore, Stein · 
1973: E.O. Fischer, Wilkinson · 
1974: Flory ·
1975: Cornforth, Prelog ·
1976: Lipscomb ·
1977: Prigogine · 
1978: Mitchell ·
1979: Brown, Wittig ·
1980: Berg, Gilbert, Sanger ·
1981: Fukui, Hoffmann ·
1982: Klug ·
1983: Taube ·
1984: Merrifield ·
1985: Hauptman, Karle ·
1986: Herschbach, Lee, Polanyi ·
1987: Cram, Lehn, Pedersen ·
1988: Deisenhofer, Huber, Michel ·
1989: Altman, Cech ·
1990: Corey ·
1991: Ernst ·
1992: Marcus ·
1993: Mullis, Smith ·
1994: Olah ·
1995: Crutzen, Molina, Rowland ·
1996: Curl, Kroto, Smalley ·
1997: Boyer, Walker, Skou ·
1998: Kohn, Pople ·
1999: Zewail ·
2000: Heeger, MacDiarmid, Shirakawa ·
2001: Knowles, Noyori, Sharpless ·
2002: Fenn, Tanaka, Wüthrich ·
2003: Agre, MacKinnon ·
2004: Ciechanover, Hershko, Rose ·
2005: Grubbs, Schrock, Chauvin ·
2006: Kornberg ·
2007: Ertl ·
2008: Shimomura, Chalfie, Tsien ·
2009: Steitz, Yonath, Ramakrishnan ·
2010: Heck, Negishi, Suzuki ·
2011: Shechtman ·
2012: Kobilka, Lefkowitz ·
2013: Karplus, Levitt, Warshel ·
2014: Betzig, Hell, Moerner ·
2015: Lindahl, Modrich, Sancar ·
2016: Sauvage, Stoddart, Feringa ·
2017: Dubochet, Frank, Henderson · 
2018: Arnold, Winter, Smith ·   
2019: Goodenough, Whittingham, Yoshino ·
2020: Charpentier, Doudna ·
2021: List, MacMillan ·
2022: Bertozzi, Meldal, Sharpless ·
2023: Bawendi, Brus, Jekimov ·
2024: Baker, Hassabis, Jumper
- Gemeinsame Normdatei: 1155741390
- Nationale Bibliotheek van Tsjechië: ntk20181016754
- ORCID: 0000-0003-3352-4532
- Système universitaire de documentation: 229253458
- Virtual International Authority File: 371153409706441580658
- WorldCat: E39PBJth3kWdq3XTQ8CHx6PRKd